# Castletown Bay
Castletown Bay är en vik utanför Isle of Man. Den ligger i den södra delen av Isle of Man, 14 km sydväst om huvudstaden Douglas.